# İkinci Şıxlı
İkinci Şıxlı (ryska: Шихлы 2-е) är en ort i Azerbajdzjan.   Den ligger i distriktet Qazach, i den västra delen av landet, 400 km väster om huvudstaden Baku. İkinci Şıxlı ligger 286 meter över havet och antalet invånare är 3 565.
Terrängen runt İkinci Şıxlı är platt åt nordost, men åt sydväst är den kuperad. İkinci Şıxlı är det största samhället i trakten.
Trakten runt İkinci Şıxlı består till största delen av jordbruksmark. Runt İkinci Şıxlı är det ganska tätbefolkat, med 72 invånare per kvadratkilometer.